# 009 사이보그 (영화)
009 사이보그(009 Re: Cyborg)는 일본에서 제작된 카미야마 켄지 감독의 2012년 애니메이션, 액션, SF 영화이다. 미야노 마모루 등이 주연으로 출연하였다.

## 출연

### 주연
- 미야노 마모루
- 스기야마 노리아키
- 요시노 히로유키
- 타마가와 사키코
- 오노 다이스케
- 사이토 치와
- 오카와 토루